# Gura Sohodol
Gura Sohodol falu Romániában, Erdélyben, Fehér megyében. Közigazgatásilag Aranyosszohodol községhez tartozik.

## Fekvése
Aranyosszohodol közelében fekvő település.

## Története
Gura Sohodol korábban Aranyosszohodol része volt. 1956 táján vált külön településsé 174 lakossal.
1966-ban 166 román lakosa volt. 1977-ben 179 lakosából 178 román, 1 magyar volt. 1992-ben 202, 2002-ben pedig 222 román lakosa volt.